# La condesa de Chinchón (cuadro)
La condesa de Chinchón es un óleo sobre lienzo, pintado en 1800 por Goya, entonces en su etapa de madurez pictórica. Se conserva en el Museo del Prado de Madrid desde el año 2000.

## Descripción
La obra pertenecía a una etapa muy relevante en la carrera de Goya, junto con otros retratos magistrales, como Godoy (Academia de San Fernando), La duquesa de Alba con vestido blanco (Palacio de Liria), Jovellanos, La familia de Carlos IV y sus famosas Majas (estos cuatro, en el Museo del Prado).
Magistral y de deliciosa sencillez resulta este retrato de María Teresa de Borbón y Vallabriga. De él se ha escrito que constituye un remanso de paz y un oasis de dulzura, y que parece alojado en un más allá poético y melancólico. 
La dama estaba embarazada de su única hija con Godoy, Carlota. Lleva en el pelo un tocado con espigas de trigo verde, alusión a la fecundidad.
Por encima de la extraordinaria pincelada, suelta y vaporosa, o de la sinfonía plateada del vestido, la belleza del cuadro radica en la incomparable sensación de ternura. Goya consigue hacernos partícipes del afecto que siente hacia la condesa gracias a la plasmación de sus gestos tímidos y casi infantiles, a su sonrisa triste y apenas esbozada, y a la dulzura con la que cuida su vientre. El tratamiento de la luz es típico de Goya, y en él se ve cómo ilumina el vientre del personaje para resaltar su embarazo.
La condesa aparece con la boca cerrada en una sonrisa tímida, acaso porque le faltaban varios dientes; en aquella época los problemas dentales eran habituales incluso entre las clases altas. Sin embargo la condesa estaba muy orgullosa de sus brazos, que enseña en la mayoría de sus retratos, como aquí. Lleva un gran anillo con una efigie de su marido.
El cuadro se halla en unas espléndidas condiciones de conservación, con todos los toques y empastes de color virtualmente intactos. Ello se debe a que el lienzo original no ha sido reentelado (reforzado por el reverso con otra tela). Esta intervención, casi inevitable en pinturas sobre lienzo tan antiguas, requería planchar la obra con calor para unir la tela de refuerzo, lo cual casi siempre aplastaba la capa pictórica y en ocasiones alteraba algunos colores. Esta obra no fue sometida nunca a tal operación, por lo cual luce tal como Goya la creó. En 2020 fue sometida a una restauración muy comedida, limitada a la limpieza de barnices oscurecidos, la sustitución de dos o tres pequeños parches del reverso y el fijado de alguna grieta.

## Litigio
Este retrato pertenecía a los duques de Sueca, descendientes de la condesa, hasta que en el año 2000 fue adquirido por el Gobierno español para el Museo del Prado por 4000 millones de pesetas (24 millones de euros). La operación ponía fin a casi un siglo de múltiples tentativas de compra, algunas procedentes del extranjero.
El Museo del Prado se interesó por la famosa pintura ya desde poco después de la Guerra Civil. Durante el conflicto armado, el retrato había sido trasladado a Ginebra (Suiza) junto con muchas de las obras maestras del museo y de otras instituciones.
Más o menos en la misma época, el cuadro atrajo la atención del magnate y coleccionista armenio Calouste Gulbenkian, que residía en Portugal y que a su muerte legó un sobresaliente museo. Posteriormente se habló de otra oferta procedente del extranjero (presumiblemente del Museo J. Paul Getty de Estados Unidos) que ascendía a 6000 millones de pesetas (36 millones de euros), pero la tentativa estaba abocada al fracaso pues la obra era inexportable de acuerdo con la legislación española. 
Ya en la década de 1990, surgieron suculentas ofertas procedentes de instituciones nacionales como la Academia de San Fernando de Madrid (que ofreció unos 3000 millones de pesetas) y la entidad bancaria Ibercaja, que deseaba depositar la obra en el llamado Espacio Goya del Museo Camón Aznar de Zaragoza. Pero ninguna fructificó. 
Finalmente en 1999, los propietarios del cuadro cerraron un trato por 4000 millones de pesetas con el coleccionista y empresario Juan Abelló. Pero al tratarse de una obra de arte con categoría BIC, la transacción debía notificarse al Estado, que tenía derecho de tanteo (al mismo precio). Lo ejerció y la obra recaló en el Prado.
La operación se vio luego envuelta en un litigio que se prolongaría una década, motivado por desacuerdos en las condiciones de pago. El Estado abonó el dinero en dos partes, lo que según la familia vendedora motivó un perjuicio económico por intereses no percibidos. Los tribunales españoles dieron la razón al Estado, pero la familia recurrió al Tribunal de Estrasburgo, que en 2011 falló a favor del Estado.
La compra de la pintura se financió en parte con el remanente del Legado Villaescusa (el resto lo pagó el Gobierno), como era el deseo de Manuel Villaescusa Ferrero, quien en su testamento estableció que el dinero se destinara a la adquisición de una importante obra, mencionándose específicamente La condesa de Chinchón, de Goya.